# Les Trois Étudiants
Les Trois Étudiants, aussi traduite Aventure de trois étudiants (The Adventure of the Three Students en version originale), est l'une des cinquante-six nouvelles d'Arthur Conan Doyle mettant en scène le détective Sherlock Holmes. Elle est parue pour la première fois dans la revue britannique Strand Magazine en juin 1904, avant d'être regroupée avec d'autres nouvelles dans le recueil Le Retour de Sherlock Holmes (The Return of Sherlock Holmes).

## Résumé

### Mystère initial
Alors que Holmes et Watson se trouvent dans une ville universitaire non nommée (probablement Oxford ou Cambridge), Hilton Soames vient à leur rencontre pour s'entretenir avec eux d'un problème urgent. Soames est directeur d'études de la faculté de Saint-Luke, et un concours de grec ancien doit être organisé le lendemain, avec le gain d'une bourse d'études pour le vainqueur. Au début de l'après-midi, Soames a reçu les sujets qu'il a lus attentivement, puis les a laissés sur son bureau avant de s'absenter quelque temps. À son retour, les exemplaires du sujet n'étaient plus à leur place d'origine, preuve que quelqu'un les avait consultés alors qu'ils auraient dû rester confidentiels. Une clé du bureau a par ailleurs été retrouvée sur la serrure de la porte, laissée par inadvertance par Bannister, le domestique, celui-ci ayant voulu voir Soames dans son bureau alors que ce dernier en était déjà absent. Soames craint qu'un étudiant ait profité de cette faute de Bannister pour entrer et consulter les sujets, trichant ainsi pour obtenir la bourse d'études.

### Résolution
Soames affirme à Holmes et Watson qu'il a une confiance absolue envers son domestique, et que celui-ci s'est d'ailleurs montré accablé lorsqu'il a appris ce qui venait de se passer par sa faute dans le bureau. Bannister a eu le besoin de s'assoir sur un fauteuil et Soames l'y a laissé reprendre ses esprits pendant qu'il partait chercher Sherlock Holmes.
Holmes et Watson partent avec Soames pour examiner le bureau. Le détective y trouve notamment une pelure de crayon ainsi qu'un échantillon de boue. Le fait que les documents n'aient pas été remis à leur place, mais laissés près de la fenêtre où ils ont visiblement été recopiés avec un crayon, prouve que la personne ayant commis le méfait a quitté les lieux très précipitamment, sans avoir le temps de dissimuler les preuves flagrantes de sa venue. Holmes estime donc que la personne en question n'a quitté les lieux que lorsqu'elle a entendu les pas de Soames dans le couloir. Or, aucune issue n'était possible, à l'exception de la porte donnant sur la chambre de Soames. Le détective inspecte cette pièce adjacente et retrouve derrière un rideau la même boue que dans le bureau. La personne s'est donc cachée ici, puis s'est enfuie lorsque Soames est parti chercher Holmes et Watson.
Soames informe ensuite le détective que seuls trois étudiants ayant leur appartement à l'étage passent souvent devant la porte du bureau et ont donc pu voir la clé sur la serrure. Ces trois étudiants sont Gilchrist (jeune homme sportif), Daulat Ras (un étudiant indien) et Miles McLaren (jeune homme qualifié d'intelligent mais parfois « indiscipliné, dissipé et sans scrupules » par Soames). Holmes rend visite à chacun dans leurs appartements respectifs : les deux premiers se montrent très cordiaux mais le troisième refuse d'ouvrir sa porte en affirmant qu'il travaille pour le concours du lendemain et n'a pas le temps de recevoir qui que ce soit. L'attitude de McLaren le rend inévitablement suspect. Holmes quitte ensuite les lieux.

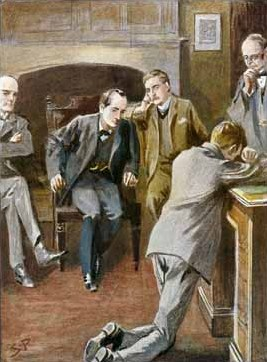
Gilchrist avouant son méfait de la veille (illustration de Sidney Paget, 1904).

Le lendemain matin, tôt dans la matinée, Holmes affirme à Watson qu'il a découvert l'auteur du méfait. Le détective s'est en effet rendu au terrain d'athlétisme et a découvert que de l'argile noire était utilisée sur le sautoir, cette argile correspondant exactement à la boue trouvée dans le bureau et la chambre de Soames. C'est donc vers Gilchrist que se tournent les soupçons de Holmes. De retour dans le bureau de son client, Holmes fait convoquer Bannister et Gilchrist. Ce dernier finit par avouer son méfait, mais présente une lettre qu'il avait rédigée la veille, annonçant l'annulation de sa candidature au concours de grec et son départ imminent pour la Rhodésie. Le jeune homme, par remords, a en effet décidé de ne pas profiter de l'avantage qu'il a acquis par rapport aux autres candidats et d'arrêter ses études pour s'engager dans la police rhodésienne. Bannister avoue quant à lui avoir couvert Gilchrist. Bannister était auparavant domestique chez le père de Gilchrist et avait de l'affection pour le jeune homme qu'il a vu grandir depuis l'enfance. Lorsque Soames l'a prévenu du méfait, il a immédiatement reconnu sur un fauteuil un gant appartenant au jeune homme et s'est rapidement assis à cet endroit pour dissimuler cette preuve, prétextant avoir besoin de reprendre ses esprits. Soames accepte finalement le départ de Gilchrist et la réputation de l'établissement est préservée, l'affaire n'étant révélée à personne.

## Livre audio en français
- Arthur Conan Doyle, Les Trois Étudiants [« The Adventure of the Three Students »], Paris, La Compagnie du Savoir, coll. « Les enquêtes de Sherlock Holmes », 2011 (EAN 3760163660288, BNF 42478260)Narrateur : Cyril Deguillen ; support : 1 disque compact audio ; durée : 46 min environ ; référence éditeur : La Compagnie du Savoir CDS093. Le nom du traducteur n'est pas indiqué.